# Старшинські школи УГА
Старшинські школи УГА були організовані за зразком колишніх старшинських шкіл австрійської армії з 3-місячним практичним і теоретичним вишколом.

Франц Рімаль в центрі серед випускників старшинської школи в Коломиї. Травень 1919.

Вони підпорядковувалися в Галичині Державному секретаріатові військових справ, а на Наддніпрянській Україні — Армійському вишколові.
У Галичині було три старшинські школи піхоти (Коломия, Золочів, Самбір, які до травня 1919 р. випустили 260 підхорунжих); одна — артилерії (Станиславів, випустила 42 підхорунжі) і старшинські школи звідомного полку (зв'язку) (випустили 50 підхорунжих).
Коменданти старшинських шкіл: отаман Франц Рімаль, отаман Й. Фещук, четар Д. Кульчицький, сотник І. Сітницький, сотник Л. Шепарович.
На Наддніпрянській Україні старшинська школа піхоти УГА в Гуті Чугорській (комендант сотник О. Драґан) випустила у жовтні 1919 р. — 63, а старшинська школа артилерії УГА в Безносківцях Кам'янецького повіту (комендант С. Лещій) — 25 підхорунжих.